# Казаков, Рустем Абдуллаевич
Русте́м Абдулла́евич Казако́в (крымскотат. Rustem Abdulla oğlu Kazakov, Рустем Абдулла огълу Казаков; род. 2 января 1947, Ташкент) — советский борец классического стиля, олимпийский чемпион, Заслуженный мастер спорта СССР (1969), Заслуженный тренер СССР.

## Биография
Рустем Казаков родился 2 января 1947 года в Ташкенте в семье крымских татар. Борьбой начал заниматься в 1959 году, в 1963 году выиграл чемпионат Узбекистана, в 1963 и в 1964 годах выиграл чемпионат СССР среди юношей. В 1965 году в Болгарии выиграл первый в карьере международный турнир, уже среди взрослых. В 1967 году на чемпионате мира в Бухаресте занял седьмое место.
Был включён в олимпийскую сборную для участия в Летних Олимпийских играх 1968 года в Мехико, но не смог принять участие в соревнованиях из-за травмы, полученной на тренировке.
На Летних Олимпийских играх 1972 года в Мюнхене младший лейтенант Казаков боролся в весовой категории до 57 килограммов (полулёгкий вес). В схватках:
- в первом круге выиграл решением судей у Алама Мира (Афганистан);
- во втором круге проиграл Христо Трайкову (Болгария);
- в третьем круге на 9-й минуте тушировал Юзефа Липеня (Польша);
- в четвёртом круге на 5-й минуте тушировал Отона Москидиса (Греция);
- в пятом круге выиграл решением судей у Икуи Ямамото (Япония);
- в шестом круге не участвовал;
- в седьмом круге выиграл решением судей у Яноша Варги (Венгрия)
- в финале на третьей минуте тушировал Ханса-Юргена Вейля и стал чемпионом Олимпийских игр[3][4]

Его медаль стала 50 золотой медалью сборной СССР.
Выступал в 1963—1967 годах за «Динамо» (Ташкент), в 1968—1975 годах за Вооружённые силы (Ташкент), с 1975 года за Вооружённые силы (Москва). Двукратный чемпион мира (1969, 1971), серебряный призёр чемпионата мира (1973), бронзовый призёр чемпионата мира (1970), бронзовый призёр чемпионата Европы (1967), чемпион СССР 1971 года.
После окончания спортивной карьеры с 1975 года по 1991 год работал в ЦСКА, входил в тренерские штабы сборных СССР и России. С 2003 года по 2006 год старший тренер сборной команды России по греко-римской борьбе.

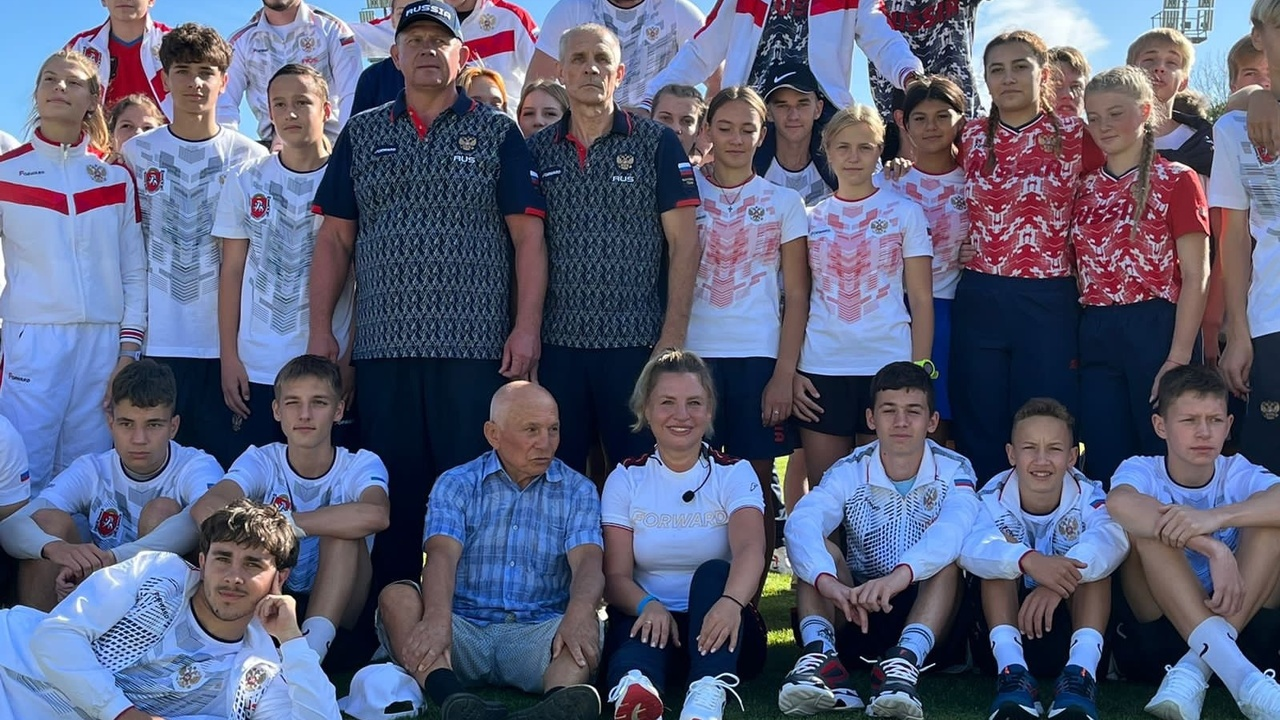
Министр спорта Крыма Ольга Торубарова и Рустем Казаков с воспитанниками училища в Краснолесье

В 1972 году окончил Узбекский государственный институт физической культуры, специальность «Физическая культура и спорт». Кавалер ордена «Знак Почёта» (1972). Подполковник. Член КПСС с 1975 года.
Жил в Москве, выйдя в отставку в 1989 году, переехал в Перевальное (Крым), где и проживает на настоящий момент.
С 2008 года по настоящее время — тренер-преподаватель ГБПОУ «Крымское среднее профессиональное училище (техникум) олимпийского резерва». В 2019 году присвоено почетное звание «Заслуженный работник физической культуры и спорта Республики Крым».
Является Президентом Крымской федерации национальной борьбы куреш.
В Крыму проводится международный турнир по греко-римской борьбе на призы олимпийского чемпиона Рустема Казакова.
В 2014 году был избран сопредседателем регионального штаба ОНФ в Республике Крым. В 2018 году вошёл в список доверенных лиц Владимира Путина на выборах президента РФ. В 2024 году также являлся доверенным лицом кандидата в президенты России Владимира Путина.